# Margate Lido Cliff Railway
Die Margate Lido Cliff Railway (auch: Clifton Baths Cliff Railway) war ein Schrägaufzug in Margate in Großbritannien. Margate ist ein Seebad in der Grafschaft Kent im Südosten Englands.
Die Anlage wurde im Winter 1912/1913 von Waygood-Otis gebaut und galt mit einer Steigung von 45°, d. h. 100 %, mit dem Broadstairs Cliff Lift als steilste Standseilbahn der britischen Inseln. Sie führte vom Strand Cliftonville Lido die Klippen hinauf zu den Clifton Baths an der Straße Ethelbert Terrace, einem in Etappen bis 1980 geschlossenen Resort aus dem 19. Jahrhundert. Die Gleislänge betrug 21 m, die Spurweite 1524 mm. Ein Elektromotor sowie ein Gegengewicht, das in einem vertikalen Schacht unterhalb der Bergstation lief, bewegten über eine Umlenkrolle das Zugseil der hellblau lackierten Kabine. Jene war auf einem dreieckigen Gestell montiert, wies an beiden Enden je eine Tür auf und hatte ein Tonnendach.
Talseitig existierte ein Zugangsbauwerk, das bereits 1972 nicht mehr vorhanden war. Als Bergstation diente lediglich eine Umzäunung. Die einspurige Trasse ruhte teils auf Mauerwerk, teils auf Betonstützen. Betrieben wurde die Anlage von Juni bis September. Vermutlich als Folge von Sturmschäden im Januar 1978 wurde der Betrieb der Margate Lido Cliff Railway in jenem Jahr eingestellt.